# Эвелинг, Элеонора

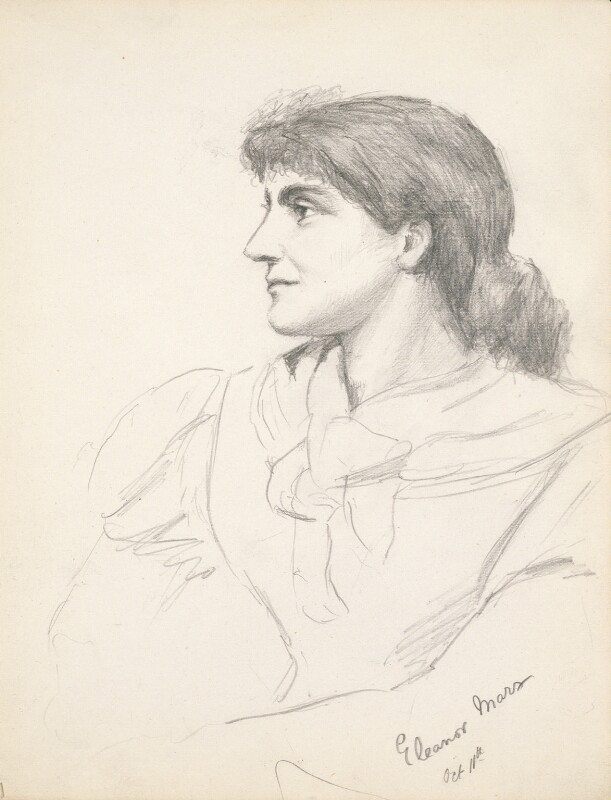
Элеонора Маркс, карандашный рисунок Грейс Блэк, 1881 г.

Элеоно́ра Э́велинг (Маркс; нем. Eleanor Aveling [Marx]; 16 января 1855, Лондон — 31 марта 1898, там же) — активная деятельница социалистического и женского движений Великобритании, суфражистка, переводчица литературных произведений. Дочь Карла Маркса и Женни фон Вестфален, гражданская жена Эдуарда Эвелинга.

## Биография
С ранней молодости была помощницей и секретарём отца, писала в английских газетах театральные заметки и различные наброски беллетристического и публицистического характера; была в то же время деятельным социалистическим агитатором.
По свидетельству М. Ковалевского, в молодые годы «Элеонора, которую дома звали Тусси», некоторое время настолько увлекалась «театром, игрою Ирвинга в шекспировских пьесах», что даже думала посвятить себя сцене.
В 1884 году она познакомилась и скоро сошлась с доктором Эдуардом Эвелингом, который перед тем разошёлся с первой женой. Их сожительство никогда не было освящено ни церковью, ни гражданской властью, но было признано в их кругу и Элеонора с тех пор называлась двойным именем Маркс-Эвелинг.
С. М. Кравчинский, познакомившись с Элеонорой летом 1884 года в личном письме тогда же писал о своём впечатлении о ней: «Она очень живая, подвижная, даже вертлявая (не в худом смысле, а от живости характера). Довольно некрасива: крупные черты лица, но когда смеется и закидывает голову — очень мила. Вообще грациозна и довольно стройна».
В 1886 году она вместе с мужем и Вильгельмом Либкнехтом совершила агитационную поездку по Новому Свету. В своей деятельности она обнаруживала редкую энергию и неутомимость. Помимо собственной литературной работы (на английском и немецком языках) и весьма значительной помощи, которую она оказывала Энгельсу и потом Бернштейн в издании сочинений её отца, собираемых из старых английских, американских и других газет и журналов, помимо чисто агитационной работы, она принимала участие в тред-юнионистском движении, то в качестве секретаря разных союзов. Немногие стачки в Лондоне, а отчасти и во всей Англии происходили без её деятельного участия (особенно крупную роль она играла в стачке докеров в 1889 году). Превосходное знание языков давало ей возможность являться переводчицей на международных социалистических конгрессах 1889—96 гг.
Семейная жизнь её сложилась крайне неудачно; муж изменял ей на каждом шагу, кутил, оставлял её без гроша денег, оскорблял её и прямо, и всем своим поведением. Детей у них не было. Все её письма последнего периода жизни дышат мрачным отчаянием; о смерти она говорит, как о желанной избавительнице. В конечном итоге, будучи в Лондоне, в возрасте 43 лет, она покончила жизнь самоубийством, приняв синильную кислоту.
Большинство сведений о её отношениях с мужем идут от её друзей и из её писем, весьма сдержанных, мало говорящих о муже прямо и производящих тем более сильное впечатление против него, писем же её мужа или нет вовсе, или они не опубликованы. Она пользовалась большой любовью в кругах английских и немецких социал-демократов.
Элеонора Эвелинг участвовала в правке третьего издания «Капитала». Её задачей была правка и перевод цитат, приведённых в оригинальной рукописи. Пригласил её к работе над изданием Фридрих Энгельс.